# Thin Line Between Love and Hate
«Thin Line Between Love and Hate» — це кавер пісня рок-гурту, The Pretenders, яка була випущена в 1984, році і увійшла в студійний альбом Learning to Crawl, 1984 року випуску, вона досягнула, 83-го, місця в Billboard Hot 100, і 49-го в UK Singles Chart. Дана пісня написана американським гуртом The Persuaders.